# Сан Марчелино
Сан Марчелѝно (на италиански: San Marcellino; на неаполитански: San Marciullin', Сан Марчулинъ) е град и община в Южна Италия, провинция Казерта, регион Кампания. Разположен е на 68 m надморска височина. Населението на общината е 13 308 души (към 2010 г.).